# Чоковинити (Северна Каролина)
Чоковинити (енгл. Chocowinity) град је у америчкој савезној држави Северна Каролина.

## Демографија
По попису из 2010. године број становника је 820, што је 87 (11,9%) становника више него 2000. године.
| Група             | 2000.       | 2010.       |
| Белци             | 421 (57,4%) | 468 (57,1%) |
| Афроамериканци    | 284 (38,7%) | 307 (37,4%) |
| Азијати           | 0 (0,0%)    | 5 (0,6%)    |
| Хиспаноамериканци | 25 (3,4%)   | 25 (3,0%)   |
| Укупно            | 733         | 820         |